# Marcin Łapczyński
Marcin Łapczyński (ur. 4 stycznia 1984) – polski urzędnik i dyplomata.

## Życiorys
W 2008 ukończył studia magisterskie na kierunku stosunki międzynarodowe o specjalizacji bezpieczeństwo i studia strategiczne w Instytucie Stosunków Międzynarodowych Uniwersytetu Warszawskiego, zaś w 2009 studia magisterskie w zakresie studiów europejskich na Uniwersytecie Środkowoeuropejskim w Budapeszcie. Przygotował pracę dyplomową "Keeping all doors open…" Neutrality and non-alignment in post-Cold War Finnish security policy pod kierunkiem Michaela Merlingena. W latach 2005–2006 stypendysta programu Socrates-Erasmus na Uniwersytecie Wileńskim.
Publikował m.in. jako ekspert dla Fundacji im. Kazimierza Pułaskiego, portalu e-polityka.pl oraz Portalu Spraw Zagranicznych. Jest autorem artykułów m.in. na temat Partnerstwa Wschodniego i Europejskiej Polityki Sąsiedztwa. 
Od 2010 pracował w Departamencie Współpracy z Zagranicą Ministerstwa Kultury i Dziedzictwa Narodowego, gdzie zajmował się promocją polskiej kultury za granicą. Od 2013 do 2015 zastępca dyrektora Departamentu Współpracy z Zagranicą tamże. 1 listopada 2015 powołany na stanowisko radcy Ambasady RP w Wilnie oraz dyrektora Instytutu Polskiego w Wilnie. Funkcję pełnił do 31 grudnia 2019. Zrealizował w tym czasie ponad 500 projektów z zakresu dyplomacji publicznej i kulturalnej na Litwie. Po powrocie do kraju pełni funkcję radcy ministra ds. współpracy międzynarodowej w Ministerstwie Kultury, Dziedzictwa Narodowego i Sportu. Od grudnia 2021 zastępca dyrektora Biura Polityki Międzynarodowej Kancelarii Prezydenta RP.  

## Nagrody i odznaczenia
- Pamiątkowy medal Stulecia Odrodzenia Państwa Litewskiego, Litwa (2019)[13][14]
- Krzyż Kawalerski Orderu „Za Zasługi dla Litwy", Litwa (2021)[15][16]
- Krzyż Komandorski Orderu „Za zasługi dla Litwy”, Litwa (2023)[17]
- Krzyż Komandorski Orderu Lwa Finlandii, Finlandia (2023)[18]
- Komandor Krzyża Uznania, Łotwa (2025)[19]
- Order Krzyża Ziemi Maryjnej III klasy, Estonia (2025)[20]

## Publikacje książkowe
- "Keeping All Doors Open…": Neutrality and Non-Alignment in Post-Cold War Finnish Security Policy, wyd. VDM Verlag Dr. Muller e.K., 2009, ISBN 978-3-639-20915-0.